# Kostel Povýšení svatého Kříže (Lanžhot)
Kostel Povýšení svatého Kříže je římskokatolický chrám ve městě Lanžhot (okres Břeclav). Nachází se na náměstí v centru města, u křižovatky hlavních cest, a tvoří jeho dominantu. Původně raně barokní kostel byl v letech 1892–1893 kompletně přestavěn a rozšířen v eklektickém historizujícím stylu dle návrhu architekta Karla Weinbrennera.
Jde o farní kostel farnosti Lanžhot.

## Historie

### Původ
Počátky původního kostela v Lanžhotě jsou nejasné. Zdejší kostel byl v průběhu dějin několikrát zničen a vypálen. Podle pověstí zde stával románský kostelík již koncem 9. století. Z roku 1373 pochází zmínka o farské škole a kostele. Vznik současného kostela je odhadován na polovinu 16. století, kdy je v pramenech zmiňována lanžhotská farnost. Kostel byl jednolodní s pravoúhlým presbytářem a sakristií na východní straně. Zaklenut byl pouze presbytář, asi dvacetimetrová chrámová loď nesla dřevěný trámový strop. V kostele se nacházely dva oltáře – hlavní, zasvěcený Nanebevzetí Panny Marie a postranní, zasvěcený Nejsvětějšímu tělu Ježíšovu. V roce 1716 byla loď zaklenuta křížovou klenbou a vystavěn hudební chór.

### Přestavba
Postupem času původní kostel přestával kapacitně dostačovat potřebám rostoucí obce. Prvním, kdo usiloval o rozšíření kostela byl Pavel Příhoda, působící jako lanžhotský farář v letech 1819 až 1842/1850. Se svou snahou neuspěl, avšak v poslední vůli odkázal farnosti 14 000 zlatých na rozšíření kostela. Tato suma, uložená do státních dluhopisů a zúročená, se později stala základním finančním zdrojem pro výstavbu nového kostela. Uspěl teprve farář Dominik Gottwald (farář v Lanžhotě v letech 1875–1904), který spolu s farníky dosáhl v říjnu 1890 souhlasu majitele panství Jana II. z Lichtenštejna s přestavbou kostela. Následně bylo vypracováno několik plánů možné přestavby. První dva návrhy od dnes neznámých autorů přinášely výrazné přebudování a rozšíření stávajícího chrámu. Pravděpodobně z finančních důvodů nakonec došlo k přijetí skromnějšího návrhu třetího, vytvořeného Karlem Weinbrennerem, dvorním architektem Jana II. z Lichtenštejna. V lednu 1892 bylo okresním hejtmanstvím v Hodoníně vydáno povolení ke stavbě. Stavební práce započaly v dubnu 1892 a byly dokončeny v červnu následujícího roku. Kolaudace chrámu proběhla v říjnu 1893. Z původního kostela bylo zachováno zdivo kněžiště a kostelní věž po zvonicové patro. Po historizující přestavbě přibyly dvě boční lodě, nová sakristie a kruchta s varhany. Také kostelní věž se dočkala výrazné úpravy. Celkové náklady na výstavbu činily asi 50 235 zlatých, z toho asi 40 316 zlatých bylo získáno z pozůstalosti faráře Příhody, dalších 7 500 zlatých darovali radní Lanžhota. Zbytek uhradil kníže Lichtenštejn, který kostelu také věnoval věžní hodiny.

### Další osudy
Od svého dokončení prodělal kostel několik oprav a úprav. Největší škody utrpěl v dubnu 1945, když Lanžhotem procházela frontová linie. Věž, německými vojáky využívaná jako pozorovatelna, byla z velké části zničena dělostřelectvem. Silně poškozen byl i samotný kostel. Po skončení války započala postupná rekonstrukce, financovaná z farních sbírek. Věž byla do původní podoby obnovena architektem Vladimírem Richtrem. Náklady na opravy dosáhly výše 500 000 Kčs.
Během 50. let probíhaly další úpravy, především interiéru. Roku 1952 byl zakoupen hlavní lustr, o tři roky později přibyly reliéfy svatých do dosud prázdných nik. V roce 1958 došlo k obnově vitrážových oken, zničených během války. Interiér doplnila ornamentální výmalba oblouku mezi hlavní lodí a kněžištěm. byla obnovena mezi květnem a zářím 2022.
V roce 1992 proběhla rekonstrukce fasády. Roku 2009 došlo k nahrazení poškozené původní glazované krytiny. Nová dvojbarevná krytina stylově připomíná původní. Byla pořízena díky veřejné sbírce občanského sdružení "Spolek pro Lanžhot". V roce 2012 byla zpřístupněna kostelní věž.
V letech 2018–2019 proběhla generální oprava varhan, které byly poté nově požehnány, v plánu je rovněž sanace a následná obnova fasády celé budovy. 

## Popis

### Exteriér

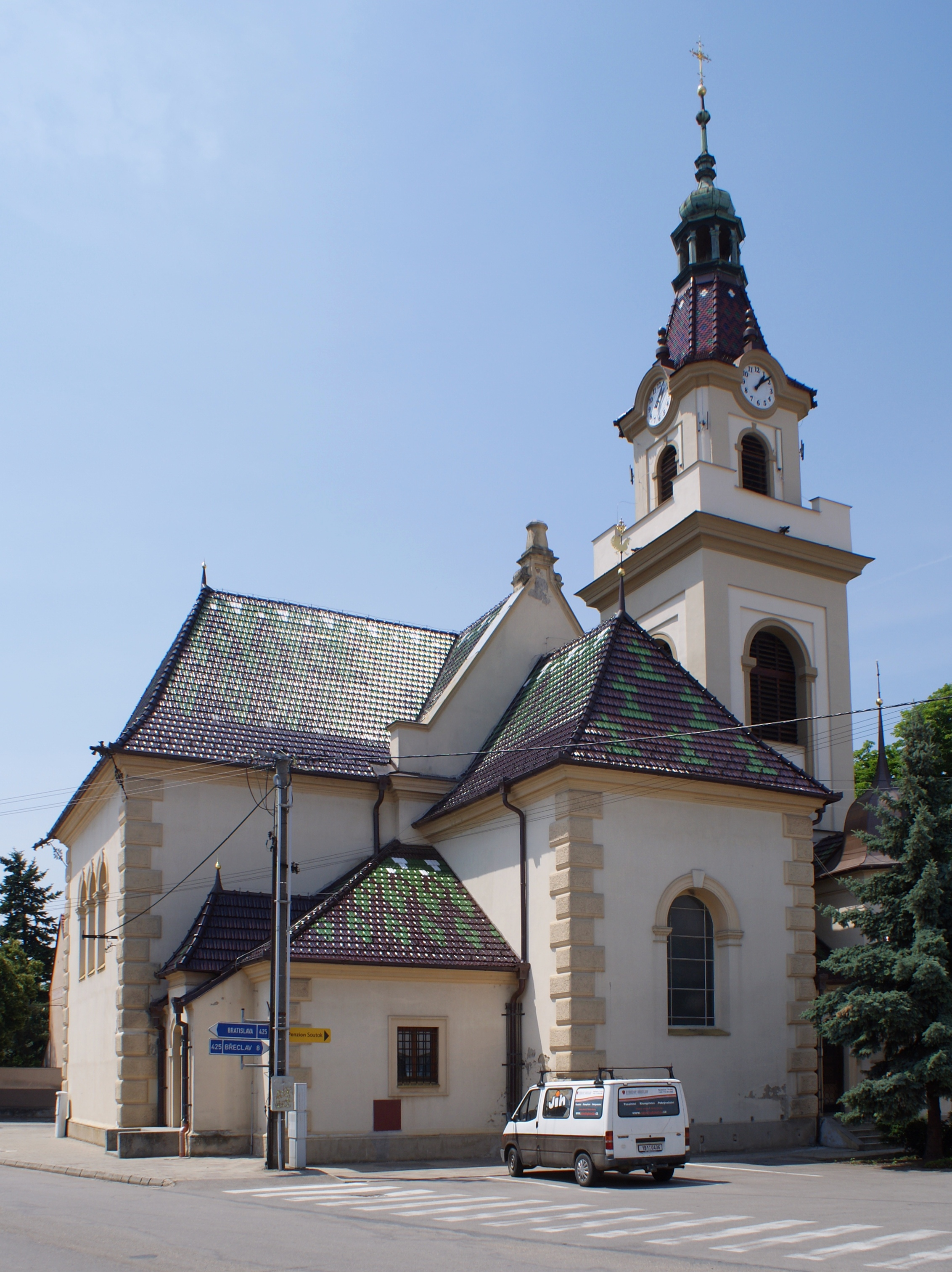
pohled od východu na sakristii, kněžiště a věž

Kostel Povýšení svatého Kříže v Lanžhotě je stavba půdorysu latinského kříže. Základ tvoří hlavní loď s pravoúhlým kněžištěm. Na její západní straně je situován hlavní vchod zdobený trojúhelníkovým frontonem. Po stranách hlavní lodi se nacházejí dvě boční lodě (kaple), každá se samostatným vstupem. Na severovýchodní straně navazuje kostelní věž, opatřená zvonicí. Na jihovýchodní straně stojí přístavba sakristie. Okna kostela jsou několika typů: oblouková (příčné lodě), půlkruhová (hlavní loď) a kruhová (nad hlavním vchodem).
Zvony ve věži, ulité roku 1946 Rudolfem Manouškem v Brně, nesou reliéfy svatého Josefa, Madony s dítětem, Cyrila a Metoděje.
Stylové ztvárnění stavby se přibližuje formám severského manýrismu. Tomu odpovídá například nárožní bosáž nebo půlkruhové ostění oken. Věž je stylově rozdělena na dekorativně ztvárněné zvonicové patro a lizénami členěné těleso původní věže. Střechy lodí i věže původně nesly dvojbarevnou glazovanou krytinu původem z lichtenštejnské cihelny v Poštorné. Ta byla roku 2009 nahrazena stylově podobnou novou krytinou.
Při severní straně věže stojí zděný pilíř s drobnou plastikou svatého Jana Nepomuckého z poloviny 18. století.

### Interiér
Celková koncepce interiéru je dílem Karla Weinbrennera. V interiéru je patrné trojlodní členění, s hlavní lodí zakončenou kupolí. Kněžiště, stejně jako postranní lodě završuje křížová klenba. Hudební kruchtu nesou pilíře a dva sloupy. V zadní části kněžiště je umístěn bohatě zdobený plasticky utvářený hlavní oltář. Za oltářem se nalézá vitráž s motivem Nalezení svatého Kříže svatou Helenou. Tato vitráž jako jediná z okenních výplní přečkala v původním stavu až do dnešní doby. Hlavní prostor bočních oltářů zaujímá socha svatého v půlválcové nice. V západním oltáři je to socha svatého Floriána, ve východním svatého Vendelína. Kazatelna ve tvaru ciboria je umístěna na rohu mezi západní a hlavní lodí.